# Странджански говор
Странджанският говор е български диалект, представител на източните рупски говори. Понастоящем е разпространен изключително в българската част на планината Странджа, както и от преселници в Бургас и Варна. В миналото този говор бил разпространен също и в Южна Странджа и Източна Тракия, но след Балканските войни тези територии стават притежание на Турция и местното население бива изселено в България.

## Характеристики
- Наличие на т’⇒к’ и д’⇒г’ преходи: пек’ (пет), в’ềж’г’и (вежди).
- Наличие на дълги меки съгласни л̄’, н̄’, к̄’, г̄’: бѝл̄’е (билка), сѝрен̄’е, цвèк̄’е (цвете), ливàг̄’е (ливади).
- След твърда съгласна член за м. род ед. ч. е -ът, a след мека -е̥т: носъ̀т, л’àбът, езѝке̥т, кòше̥т.
- Изобилие от гърцизми: лѝдạ (свинска мас), ми (не, недей), кунѝзмạ (икона) и др.
- Лексикални особености като кой (щъркел), пòтọн (под), съ̀сек (хамбар), ọзноб’àвạм (осланявам).